# Васильевка (Московская область)
Васильевка — деревня в муниципальном округе Егорьевск Московской области России. 

## География
Деревня Васильевка расположена в юго-западной части муниципального округа Егорьевск, примерно в 20 километрах к югу от города Егорьевск. В 100 метрах к югу от деревни протекает река Раменка. Высота над уровнем моря 129 метров.

## История
До 1994 года Васильевка входила в состав Раменского сельсовета Егорьевского района, а в 1994—2006 годы — Раменского сельского округа.
До 2015 года входила в состав сельского поселения Раменское.
В 2015 году вошла в состав городского округа Егорьевск, образованного в том же году путем упразднения Егорьевского района и объединения всех его поселений в единый городской округ.

## Демография
По переписи 2002 года — 4 человека (2 мужчины, 2 женщины). Население — 5 человек (2010).
| 2002 | 2006 | 2010 |
| ---- | ---- | ---- |
| 4    | →4   | ↗5   |